# 皮爾斯縣 (北達科他州)
皮爾斯县（英語：Pierce County），美國北達科他州北部的一個縣。面積2,803平方公里。根據美國2000年人口普查，共有人口4,675人。縣治拉格比（Rugby）。
成立於1887年立法年度，縣政府成立於1873年7月16日。縣名紀念達科他準州州長、後任參議員吉爾伯特·A·皮爾斯 (Gilbert Ashville Pierce)。